# Talbot (priimek)
Talbot je priimek več oseb:
- John Edward Talbot Younger, britanski general
- John Michael Talbot, ameriški kantavtor in menih
- William Fox Talbot (1800–1877) angleški fotograf in izumitelj